# Информационный бюллетень
Информационный бюллетень (англ. Newsletter) — печатное издание, выпускаемое с целью информирования целевой группы людей (специалистов и/или других потребителей) по определённым вопросам.
Информационный бюллетень, как правило, состоит из подборки актуальной тематической информации. Межгосударственный стандарт ГОСТ 7.60-2003 не допускает применение термина «информационный бюллетень». Однако в деловой практике это словосочетание очень широко применяется. Бюллетень является одним из основных средств информирования целевой аудитории о новых продуктах, товарах или услугах, программах, аспектах сотрудничества.
Информационные бюллетени выходят как в печатном, так и в электронном виде. В Интернете можно встретить великое множество различных информационных бюллетеней по самым разнообразным темам.
Некоторые наиболее известные бюллетени, издававшиеся в СССР: «Аргументы и факты» (в 1988 году преобразован в газету), «Театрально-концертная Москва», «Театрально-концертний Київ», «Спутник кинозрителя», «Спутник кинофестиваля», «Новые фильмы», «Новые товары», «Мелодия», «Музыкальный олимп ТАСС».

## ГОСТ 7.60-2003
ГОСТ 7.60-2003 «Система стандартов по информации, библиотечному и издательскому делу «Издания. Основные виды. Термины и определения» даёт такое определение: «Бюллетень — периодическое или продолжающееся издание, выпускаемое оперативно, содержащее краткие официальные материалы по вопросам, входящим в круг ведения выпускающей его организации». Понятия «информационный бюллетень» в этом документе нет.
ГОСТ 7.60-2003 классифицирует бюллетени таким образом:
- Бюллетень-таблица
- Статистический бюллетень
- Бюллетень-хроника
- Нормативный бюллетень
- Рекламный бюллетень
- Справочный бюллетень